# Presence (album)
Presence je sedmé album anglické hard rockové skupiny Led Zeppelin vydané v roce 1976.

## Seznam skladeb
Všechny skladby složili Jimmy Page a Robert Plant, kromě "Royal Orleans", kterou složili všichni členové skupiny.
| Pořadí | Název                   | Délka |
| ------ | ----------------------- | ----- |
| 1.     | Achilles Last Stand     | 10:25 |
| 2.     | For Your Life           | 6:24  |
| 3.     | Royal Orleans           | 2:58  |
| 4.     | Nobody's Fault But Mine | 6:16  |
| 5.     | Candy Store Rock        | 4:11  |
| 6.     | Hots On for Nowhere     | 4:43  |
| 7.     | Tea for One             | 9:27  |

## Sestava
- John Bonham – bicí, perkuse
- John Paul Jones – baskytara
- Jimmy Page – kytara
- Robert Plant – zpěv, harmonika